# Молодёжь Дагестана
Молодёжь Дагестана — ежедневная республиканская общественно-политическая газета на русском языке, издающаяся в Дагестане. Газета освещает общественно-политические, экономические, культурные события, происходящие в Дагестане и за его пределами.

## История
Газета основана в 1921 году. Её первое название «Молодой дагестанец» сохранилось до 1932 года, когда издание было переименовано в «Дагестанский комсомолец». Через год, в 1933 году, последовала ещё одна смена названия - на «Комсомолец Дагестана», продержавшееся более полувека.
С 1991 года издание имеет нынешние название - «Молодежь Дагестана» В конце 1980-х годов тираж газеты достигал 100 тыс. экземпляров.
Есть два взгляда на отсчет даты старта выпуска издания:
Согласно первому, отсчет следует вести с 1921 года - несмотря на то, что «Молодой дагестанец» выходил тогда фактически в виде вкладыша или «газеты в газете» на страницах «Дагестанской правды», причём нерегулярно (вышло всего два выпуска-вкладыша). 
Согласно второй версии, отсчет старта выпуска следует вести с выхода в свет самостоятельного издания, подготовка которого была осуществлена в 1926 году, а с 5 января 1927 года вышло в свет (в течение года) 29 номеров.

## Главные редакторы
Первым редактором газеты был Самуил Эпштейн.
- Абашилов, Гаджи Ахмедович (1990—2006);
- Абашилов, Шамиль Гаджиевич;
- Абашилов, Абаш Ахмедович;
- Раджабов, Рамазан Абакарович (2017-2025);
- Магомедов, Магомед Алиевич — с 2025.

## Сведения из профессиональной деятельности
В разные годы с газетой сотрудничали Андрей Меламедов, Дмитрий Горбанев, Александр Торба, братья Магомед и Мурад Канаевы, Хаджи-Мурад Доного, Валерий Комиссаров, Ильяс Ахмедов, Тимур Абдуллаев, Альберт Мехтиханов, Марат Гаджиев, отец и сын Тамерлан и Зураб Гаджиевы,  Рамазан Раджабов, Тимур Магомаев, Сергей Расулов, а также фотохудожники – Федор Зимбель, Рудольф и Николай Дики, Камиль Чутуев, Хаджимурад Зургалов, Магомед Хазамов, Евгений Костин.